# Lista chorążych reprezentacji Pakistanu na igrzyskach olimpijskich
Lista chorążych reprezentacji Pakistanu na igrzyskach olimpijskich – lista zawodników i zawodniczek reprezentacji Pakistanu, którzy podczas ceremonii otwarcia nowożytnych igrzysk olimpijskich nieśli flagę Pakistanu.

## Chronologiczna lista chorążych

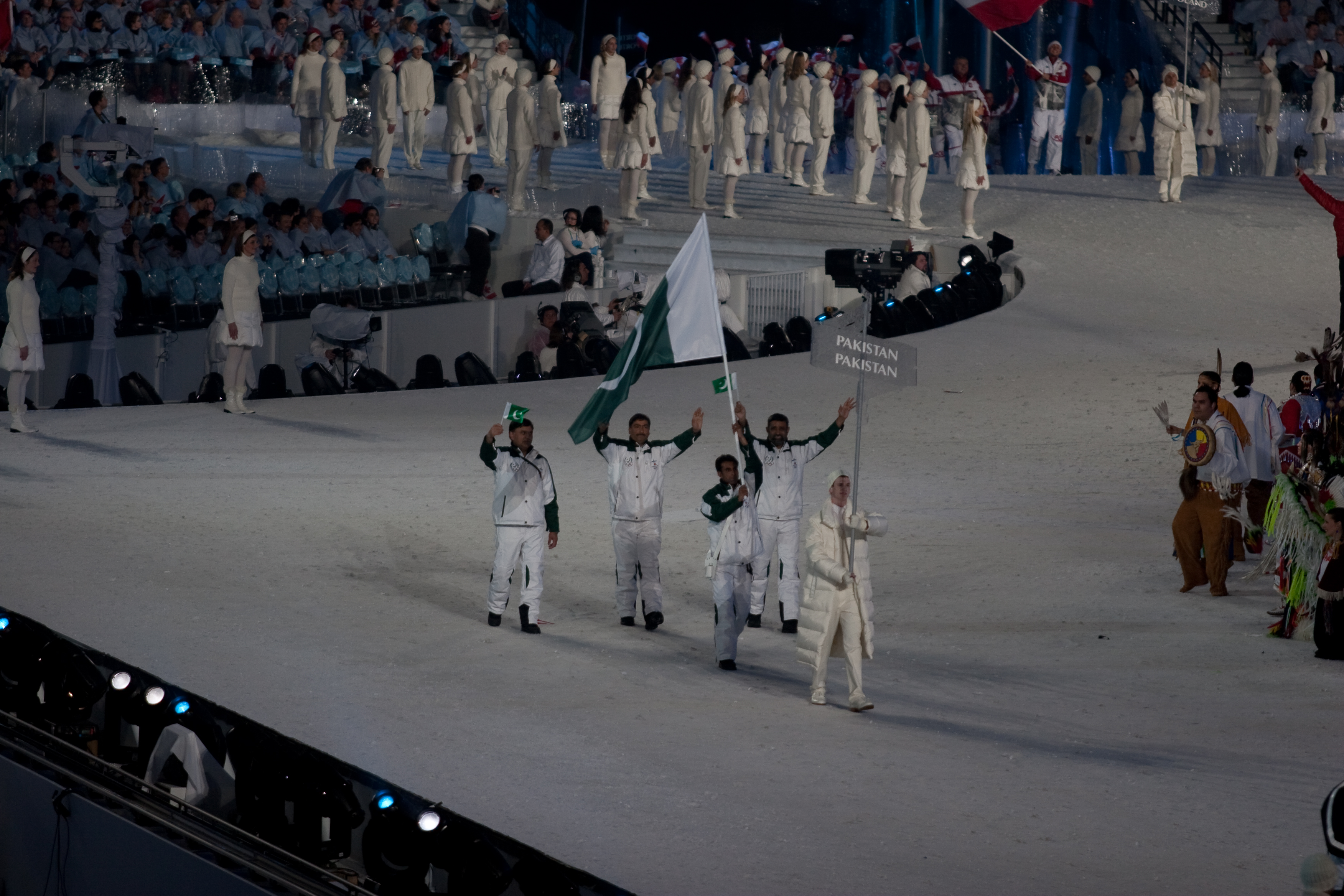
Reprezentacja Pakistanu podczas ceremonii otwarcia Zimowych Igrzysk Olimpijskich 2010.

| Lp. | Rok i miejsce        | Chorąży                | Dyscyplina            |
| --- | -------------------- | ---------------------- | --------------------- |
| 1   | 1948, Londyn         | Ahmed Zahur Khan       | Lekkoatletyka         |
| 2   | 1952, Helsinki       | Niaz Khan              | Hokej na trawie       |
| 3   | 1956, Melbourne      | Abdul Hamid            | Hokej na trawie       |
| 4   | 1960, Rzym           | Muhammad Iqbal         | Lekkoatletyka         |
| 5   | 1964, Tokio          | Manzoor Hussain Atif   | Hokej na trawie       |
| 6   | 1968, Meksyk         | Tariq Aziz             | Hokej na trawie       |
| 7   | 1972, Monachium      | Mohammad Malik Arshad  | Podnoszenie ciężarów  |
| 8   | 1976, Montreal       | Abdul Rashid           | Hokej na trawie       |
| 9   | 1984, Los Angeles    | Manzoor Hussain        | Hokej na trawie       |
| 10  | 1988, Seul           | Nasir Ali              | Hokej na trawie       |
| 11  | 1992, Barcelona      | Shahbaz Ahmed          | Hokej na trawie       |
| 12  | 1996, Atlanta        | Manzoor Ahmed          | Hokej na trawie       |
| 13  | 2000, Sydney         | Ahmed Alam             | Hokej na trawie       |
| 14  | 2004, Ateny          | Muhammad Nadeem        | Hokej na trawie       |
| 15  | 2008, Pekin          | Zeeshan Ashraf         | Hokej na trawie       |
| 16  | 2010, Vancouver      | Muhammad Abbas         | Narciarstwo alpejskie |
| 17  | 2012, Londyn         | Sohail Abbas           | Hokej na trawie       |
| 18  | 2014, Soczi          | Muhammad Karim         | Narciarstwo alpejskie |
| 19  | 2016, Rio de Janeiro | Ghulam Mustafa Bahir   | Strzelectwo           |
| 20  | 2018, Pjongczang     | Muhammad Karim         | Narciarstwo alpejskie |
| 21  | 2020, Tokio          | Mahoor Shahzad         | Badminton             |
| 21  | 2020, Tokio          | Muhammad Khalil Akhtar | Strzelectwo           |